# مايك توماس (لاعب كرة قدم أمريكية)
مايك توماس (بالإنجليزية: Mike Thomas)‏ هو لاعب كرة قدم أمريكية أمريكي، ولد في 17 يوليو 1953 في غرينفيل في الولايات المتحدة.

## وصلات خارجية
- مايك توماس على موقع مرجع كرة القدم المحترفة.كوم (الإنجليزية)